# Elämän kuvakudos
Elämän kuvakudos (letterlijk vertaald uit het Fins: Het wandtapijt van het leven) is een compositie van Einojuhani Rautavaara.
Rautavaara schreef het werk nadat hij hersteld was van een levensbedreigende ziekte, maar het grijpt deels ook terug op zijn jeugd. Het werk zou staan voor zijn optimistische levenshouding. De eerste uitvoering van het werk vond plaats in Auckland. Aldaar gaf het Symfonieorkest van Nieuw-Zeeland de première onder leiding van Pietari Inkinen (hij was van 2007 tot 2015 vaste dirigent van het orkest, vanaf dan eredirigent).
Het werk bestaat uit vier delen:
- Tähtien parvet (zwermende sterren) voert terug op het gedicht De sterren van Edith Södergran, dat Rautavaara in zijn jonge jaren heeft gelezen; het gaat over sterren die uit de hemel vallen en in splinters eindigen op het grasveld;
- Onnelissia päiviä (gelukkiger dagen), een langzaam zangerig deel
- Huokaukset ja kyyneleet (zuchten en tranen), een klaaglijk lied met hobo- en althobosoli
- Viimeinen poloneesi (de laatste polonaise) , de componist beschouwt de polonaise als symbool van eindigheid.

De muziek is introvert, eigentijds en soms licht dissonant.
Rautavaara schreef het voor symfonieorkest:
- 3 dwarsfluiten (III ook piccolo), 3 hobo’s (III ook althobo), 2 klarinetten, 1 basklarinet, 2 fagotten, 1 contrafagot
- 4 hoorns, 3 trompetten, 3 trombones, 1 tuba
- pauken, 3 man/vrouw percussie, 2 harpen
- violen, altviolen, celli, contrabassen